# Famiglie Arcobaleno
Famiglie Arcobaleno: Associazione genitori omosessuali (nota principalmente solo come Famiglie Arcobaleno) è un'associazione italiana fondata nel 2005 sul modello dell'associazione francese Association des Parents Gays et Lesbiens per promuovere, per la prima volta in Italia, il dibattito pubblico sull'omogenitorialità e la tutela di tali famiglie.

## Attività dell'associazione

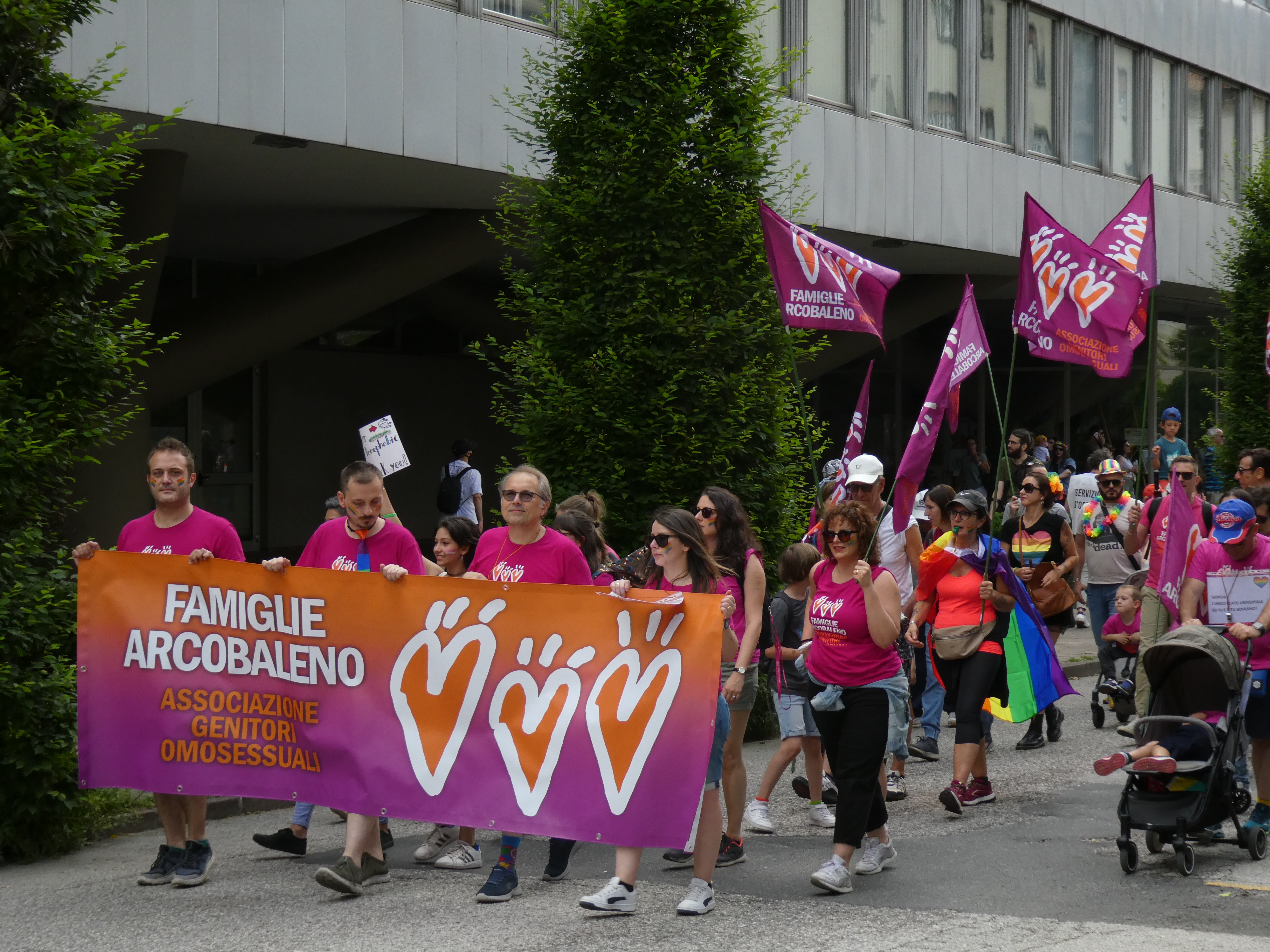
Famiglie Arcobaleno al Dolomiti Pride di Trento il 3 giugno 2023

L'associazione, diffusa in tutto il territorio nazionale, ha l'obiettivo di tutelare i diritti dei figli delle coppie omosessuali, ed offre servizi di supporto psico-giuridico (sia tramite una linea telefonica che con gruppi) e didattico alle famiglie ed agli educatori scolastici e promuove attività culturali e spazi di incontro per famiglie e bambini.
L'associazione gestisce un centro nazionale di documentazione sulla genitorialità gay e lesbica.
Tra le attività culturali, oltre alla traduzione di testi per bambini e alla partecipazione a convegni e tavole rotonde sul tema della famiglia, l'associazione nel 2006 ha prodotto un documentario, Le famiglie arcobaleno, che è stato presentato al Torino GLBT Film Festival nel 2007 e ha collaborato alla produzione del documentario Prima di tutto (o Tutto il resto è nulla) trasmesso su Rai 3 il 19 settembre 2012.
Nel 2008 ha depositato una proposta di legge sull'assunzione di responsabilità genitoriali, per la tutela dei figli delle coppie omogenitoriali, ed in particolare dei diritti e doveri del co-genitore, ovvero del genitore non biologico nel caso, ad esempio, di morte prematura del genitore legale. La proposta di legge è stata poi presentata alla Camera dei deputati italiana con primo firmatario Paola Concia.
L'associazione sostiene che istituzioni quali la festa della mamma e la festa del papà contengano un difetto di inclusività verso l'omogenitorialità e che formino nel bambino pregiudiziali omofobiche; pertanto viene da essa proposta una forma quale "festa dei genitori" o "festa delle famiglie" senza connotazione di genere maschile o femminile.
Nel 2013 l'associazione è stata tra i candidati per l'assegnazione dell'Ambrogino d'oro.
A livello internazionale, l'associazione fa parte dell'ILGA e del Network of European LGBT Families Associations (NELFA)
L'attività dell'associazione è stata anche citata in studi internazionali sulla famiglia.